# Kaido Kama

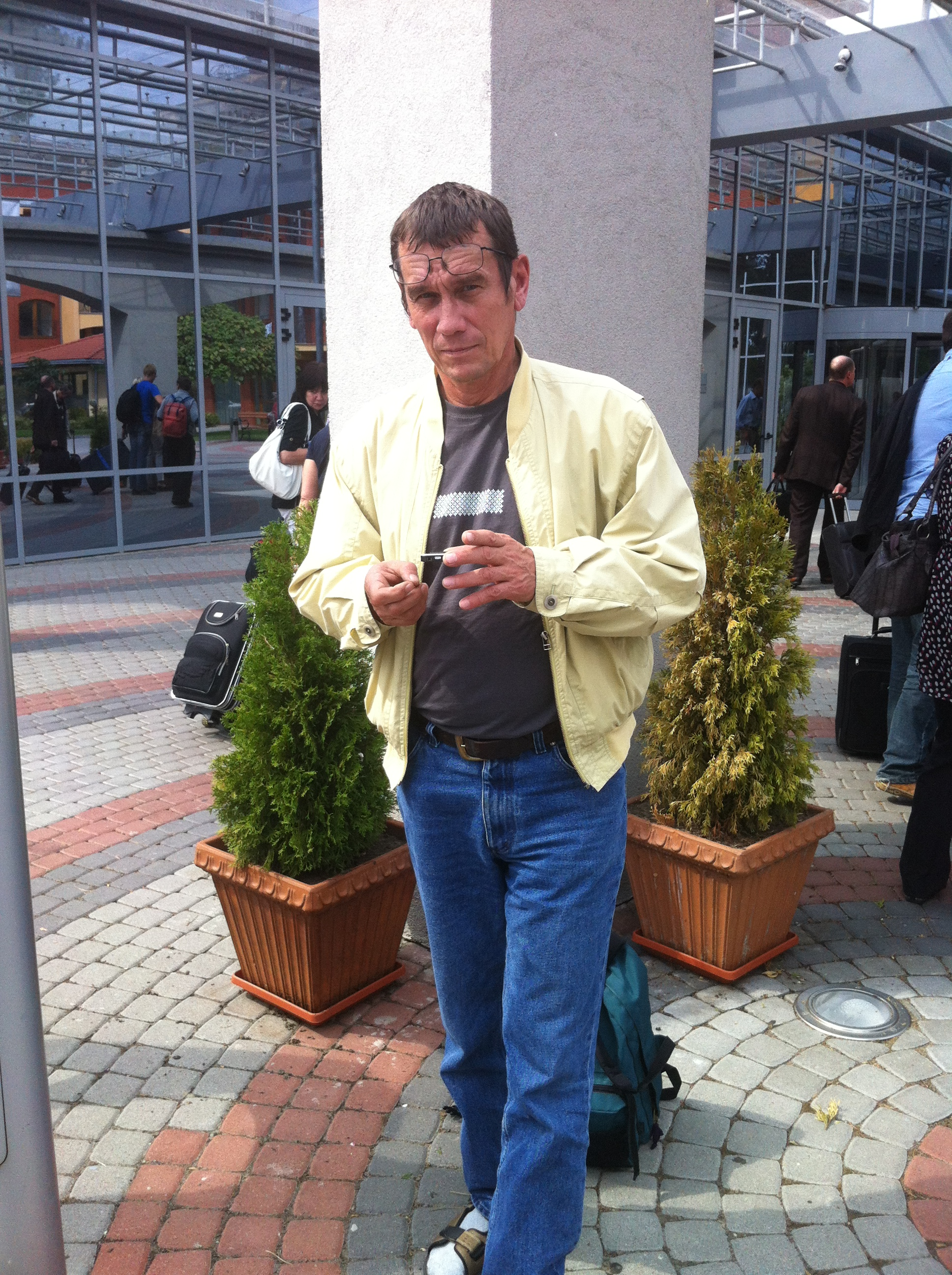
Kaido Kama (2012)

Kaido Kama (* 18. Dezember 1957 in Viljandi) ist ein estnischer Politiker.

## Frühe Jahre
Kaido Kama schloss 1975 die Schule in seiner Heimatstadt Viljandi im Süden Estlands ab. 1975/76 studierte er Architektur am Staatlichen Kunstinstitut der Estnischen SSR in Tallinn. Über seine Jahre von 1976 bis 1982 gibt es unterschiedliche Darstellungen. Von 1982 bis 1990 lebte er als Förster im Bezirk Antsla.

## Politik
In der Zeit der Perestroika, mit dem Ende der Sowjetunion und der Wiedererlangung der estnischen Unabhängigkeit betätigte sich Kama als engagierter Publizist und Politiker. 1990 war er einer der Mitbegründer der Estnischen Konservativen Volkspartei (Eesti Konservatiivne Rahvaerakond), die nach dem Zusammenschluss weiterer Parteien zur späteren Volksunion (Isamaaliit) wurde.
Im Februar 1990 wurde Kama in den Estnischen Kongress gewählt, der ersten freigewählten Volksversammlung Estlands nach dem Zweiten Weltkrieg. Kama wurde Mitglied in dessen Exekutivorgan, dem Estnischen Komitee, sowie in der verfassungsgebenden Versammlung der Republik Estland, die 1991/92 eine neue, demokratische Verfassung ausarbeitete. Bei der Parlamentswahl im September 1992 wurde Kama als Abgeordneter in das estnischen Parlament (Riigikogu) gewählt.
Vom 21. Oktober 1992 bis zum 23. Mai 1994 war Kama Justizminister der Republik Estland in der Koalitionsregierung von Ministerpräsident Mart Laar. Vom 8. November 1994 bis zum 17. April 1995 war Kama Innenminister in der Regierung von Ministerpräsident Indrek Tarand. Bei der Parlamentswahl 1995 wurde Kama für die neugegründete Volkspartei der Republikaner und Konservativen (Vabariiklaste ja Konservatiivide Rahvaerakond) ins Parlament gewählt, verzichtete dann aber auf sein Mandat.
Von 1997 bis 2004 war Kama Direktor des Võru Instituut mit Sitz in Võru. Es beschäftigt sich mit der Erforschung und Verbreitung der Südestnischen Sprache (Võro). Zwischenzeitlich war Kama als politischer Berater für estnische Regierungsstellen tätig, unter anderem für Ministerpräsident Juhan Parts, das estnische Verteidigungsministerium und den Präsidenten des estnischen Rechnungshofs, Mihkel Oviir. 2018 wurde Kama Umwelt-Redakteur bei der estnischen Tageszeitung Postimees.
Kaido Kama ist bis heute ein bekennender Naturschützer und Umweltaktivist. 2002 wurde ihm der Bernard-Kangro-Literaturpreis des Landkreises Võru verliehen.

## Privatleben
Kaido Kama hat sechs Kinder. Er ist ein Anhänger des heidnisch-estnischen Maausk, der sich besonders mit der heimischen Natur verbunden fühlt.